# Regering-Van Acker IV
De regering-Van Acker IV (23 april 1954 - 26 juni 1958) was een Belgische regering. De regering bestond uit de BSP/PSB (86 zetels) en de Liberale Partij (25 zetels).
Tijdens deze liberaal-socialistische regering bereikte de Tweede Schoolstrijd een hoogtepunt naar aanleiding van de wet-Collard. Collard probeerde de subsidies aan de katholieke scholen aanzienlijk te verminderen, de voorwaarden voor subsidiëring te verscherpen en te voorzien in de oprichting van een groot aantal rijksscholen.
Ze volgde de regering-Van Houtte op na de verkiezingen van 11 april 1954 en werd opgevolgd door de regering-G. Eyskens II.

## Samenstelling
De regering bestond uit 16 ministers. De BSP-PSB had er 9 en de Liberale Partij had er 7.
| Ambtsbekleder                   | Ambtsbekleder                      | Ambtsbekleder                    | Functie                                 | Termijn                         | Partij          |
| ------------------------------- | ---------------------------------- | -------------------------------- | --------------------------------------- | ------------------------------- | --------------- |
|                                 |                                    | Achiel Van Acker (1898-1975)     | Eerste Minister                         | 23 april 1954 - 26 juni 1958    | BSP-PSB         |
|                                 |                                    | Paul-Henri Spaak (1899-1972)     | Minister Buitenlandse Zaken             | 23 april 1954 - 13 mei 1957     | PSB-BSP         |
|                                 |                                    | Victor Larock (1904-1977)        | Minister Buitenlandse Zaken             | 13 mei 1957 - 26 juni 1958      | PSB-BSP         |
|                                 |                                    | Adolphe Van Glabbeke (1904-1959) | Minister Openbare Werken en Wederopbouw | 23 april 1954 - 14 januari 1955 | Liberale Partij |
|                                 |                                    | Omer Vanaudenhove (1913-1994)    | Minister Openbare Werken en Wederopbouw | 14 januari 1955 - 26 juni 1958  | Liberale Partij |
|                                 |                                    | Léon-Eli Troclet (1902-1980)     | Minister Arbeid en Sociale Voorzorg     | 23 april 1954 - 26 juni 1958    | PSB-BSP         |
|                                 |                                    | Auguste Buisseret (1888-1965)    | Minister Koloniën                       | 23 april 1954 - 26 juni 1958    | Liberale Partij |
|                                 |                                    | René Lefebvre (1893-1976)        | Minister Landbouw                       | 23 april 1954 - 26 juni 1958    | Liberale Partij |
|                                 |                                    | Piet Vermeylen (1904-1991)       | Minister Binnenlandse Zaken             | 23 april 1954 - 26 juni 1958    | BSP-PSB         |
|                                 |                                    | Léo Collard (1902-1981)          | Minister Openbaar Onderwijs             | 23 april 1954 - 26 juni 1958    | PSB-BSP         |
|                                 |                                    | Henri Liebaert (1895-1977)       | Minister Financiën                      | 23 april 1954 - 26 juni 1958    | Liberale Partij |
|                                 |                                    | Albert Lilar (1900-1976)         | Minister Justitie                       | 23 april 1954 - 26 juni 1958    | Liberale Partij |
|                                 |                                    | Jean Rey (1902-1983)             | Minister Economische Zaken              | 23 april 1954 - 27 januari 1958 | Liberale Partij |
| Minister ad interim Middenstand | 1 februari 1956 - 13 februari 1956 | Jean Rey (1902-1983)             |                                         |                                 | Liberale Partij |
|                                 |                                    | Antoon Spinoy (1906-1967)        | Minister Landsverdediging               | 23 april 1954 - 26 juni 1958    | BSP-PSB         |
|                                 |                                    | Edward Anseele jr. (1902-1981)   | Minister Verkeerswezen                  | 23 april 1954 - 26 juni 1958    | BSP-PSB         |
|                                 |                                    | Edmond Leburton (1915-1997)      | Minister Volksgezondheid en Gezin       | 23 april 1954 - 26 juni 1958    | PSB-BSP         |
|                                 |                                    | Victor Larock (1904-1977)        | Minister Buitenlandse Handel            | 23 april 1954 - 13 mei 1957     | PSB-BSP         |
|                                 |                                    | Hendrik Fayat (1908-1997)        | Minister Buitenlandse Handel            | 13 mei 1957 - 26 juni 1958      | BSP-PSB         |
|                                 |                                    | Oscar Bossaert (1887-1956)       | Minister Middenstand                    | 23 april 1954 - 31 januari 1956 | Liberale Partij |
|                                 |                                    | Léon Mundeleer (1885-1964)       | Minister Middenstand                    | 13 februari 1956 - 26 juni 1958 | Liberale Partij |
|                                 |                                    | Roger Motz (1904-1964)           | Minister Economische Zaken              | 27 januari 1958 - 26 juni 1958  | Liberale Partij |

### Herschikkingen
- Op 14 januari 1955 vervangt Omer Vanaudenhove (LP) ontslagnemend minister van Openbare Werken en Wederopbouw Adolphe Van Glabbeke (LP).
- Op 13 februari 1956 vervangt Léon Mundeleer (LP) de overleden minister van Middenstand Oscar Bossaert (LP).
- Op 13 mei 1957 vervangt Victor Larock (PSB/BSP) ontslagnemend minister van Buitenlandse Zaken Paul-Henri Spaak (PSB/BSP) en vervangt Hendrik Fayat (BSP/PSB) minister van Buitenlandse Handel Victor Larock (PSB/BSP).
- Op 27 januari 1958 vervangt Roger Motz (LP) ontslagnemend minister van Economische Zaken Jean Rey (LP).

## Verloop

### Tweede schoolstrijd

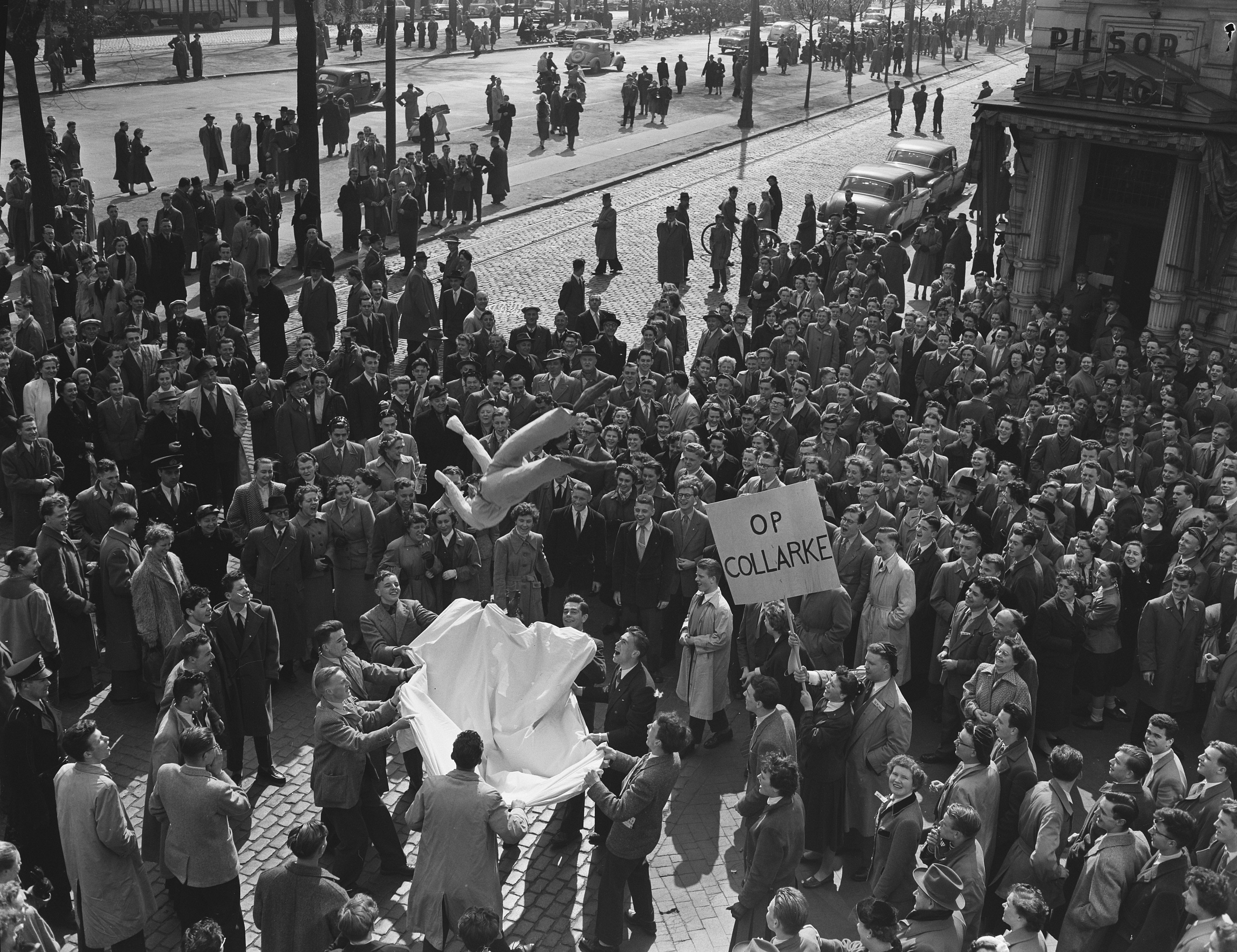
Demonstratie van katholieken in Antwerpen tegen schoolwet-Collard (17 april 1955)

De tweede schoolstrijd, die al sinds 1950 aan de gang was, leidde tot de vorming van een coalitie tussen socialisten en liberalen die de CVP/PSC uitsloot. Vanaf de eerste weken verlaagde de regering de subsidies voor het vrij onderwijs. Een eerste demonstratie ter ondersteuning van het vrije onderwijs vond plaats op 26 maart 1955; meer dan 100.000 mensen namen deel, onder wie de leiders van de CVP/PSC. In dat jaar vonden tal van soortgelijke demonstraties plaats. De demonstratie van 10 juli 1955 bracht 250.000 mensen op de been; een petitie met 2.197.209 handtekeningen werd dezelfde dag aan koning Boudewijn voorgesteld. Théo Lefèvre (CVP/PSC) riep zelfs op tot economische sabotage door te eisen dat zijn geld uit de Caisse d'Épargne zou worden gehaald. Op 18 mei 1958 bracht een nieuwe demonstratie tegen het regeringsbeleid nog eens 200.000 mensen bijeen.

### Europese Economische Gemeenschap
De verwerping van het Verdrag tot de oprichting van een Europese Defensiegemeenschap door Frankrijk leidde tot het uitblijven van een politiek Europa. Hierdoor werd dan de oprichting van een Europese gemeenschappelijke markt overwogen, maar het Verenigd Koninkrijk was hier dan weer tegen, terwijl Frankrijk aandrong op opwaartse sociale harmonisatie. In België was ondertussen de betrokkenheid van de koloniën omstreden, omdat Congo algemeen werd beschouwd als het domein van zijn metropool. De genoemde gedeeltelijke overdracht van de staatssoevereiniteit werd aanvankelijk door de koning en premier Achiel Van Acker geweigerd; uiteindelijk ondertekende Paul-Henri Spaak op 25 maart 1957 het Verdrag van Rome tot oprichting van de Europese Economische Gemeenschap (EEG) en de Europese Gemeenschap voor Atoomenergie (EGA). In januari 1958 was België voorzitter van de eerste Raad van de EEG; Brussel, dat oorspronkelijk slechts bedoeld was als voorlopige zetel van de Europese instellingen voor 6 maanden, werd de zetel van de Europese instellingen.